# وارین
شهر وارین (به آلمانی: Warin) در ایالت مکلنبورگ-فورپومن در کشور آلمان واقع شده‌است.